# 17β-Hydroxysteroid-Dehydrogenasen
17β-Hydroxysteroid-Dehydrogenasen (17β-HSD, HSD17B) sind Enzyme, die Umwandlungen der 17-Ketogruppe, beispielsweise von Estron, in die 17-Hydroxygruppe (wie in Estradiol), oder die Rückreaktion katalysieren.

## Charakteristika der 17β-HSD
Bislang sind 14 Typen bekannt, von denen beim Menschen 11 gefunden wurden.
| Typ       | Genort   | alternativer Name                            | bevorzugter Ko-Faktor | Substrat | Expression |
| HSD17B1   | 17q11    | Estradiol-17β-Dehydrogenase, E17KSR, EDHB17, | NADPH/H+              | Estron >> Androstendion                                                                                       | Gonaden, Brustdrüse, Plazenta |
| HSD17B2   | 16q24    | E2DH, HSD17                                  | NAD+                  | Estradiol, Testosteron                                                                                        | Leber, Darm, Endometrium, Plazenta, Pankreas, Prostata |
| HSD17B3   | 9q22     | Testosteron-17β-Dehydrogenase                | NADPH/H+              | Androstendion                                                                                                 | Hoden |
| HSD17B4   | 5q21     | MFP-2, DBP                                   | NAD+                  | überlange Fettsäuren, verzweigte Fettsäuren, Gallensäuren, Estrogene (in Schweinen), Androgene (in Schweinen) | Leber, Herz, Prostata, hoden, Lunge, Skelettmuskel, Niere, Pankreas, Thymus, Ovar, Darm, Plazenta, Gehirn, Milz, Lymphozyten                                                                                        |
| HsD17B5   | 10p15    | AKR1C3                                       | NAD(P)H/H+            | Androgene, Progestine, Estrogene, Prostaglandine                                                              | Prostata, Milchdrüse, Leber, Niere, Lunge, Herz, Dünndarm, Dickdarm, Gebärmutter, Hoden, Gehirn, Skelettmuskel, Fettgewebe                                                                                          |
| HSD17B6   | 12q13    | HSE                                          | NAD(P)H/H+            | Androgene, Estrogene,                                                                                         | Leber, Hoden, Lunge, Milz, Gehirn, Ovar, Niere, Nebenniere, Prostata |
| HSD17B7   | 1q23     | PRAP                                         | NADPH/H+              | Steroide, Estrogen, Androgene, Progestine                                                                     | Ovar, Gebärmutter, Plazenta, Leber, Brustdrüsen, Nervengewebe, Nebenniere, Dünndarm, Lunge, Thymus, Prostata, Fettwebe und andere                                                                                   |
| HSD17B8   | 6p21.3   |                                              | NAD+                  | Estrogene, Androgene                                                                                          | Prostata, Plazenta, Niere, Gehirn, Kleinhirn, Herz, Lunge, Dünndarm, Ovar, Hoden, Nebenniere, Magen |
| (HSD17B9) | 12q13    | RHD5                                         |                       | | |
| HSD17B10  | Xp11.2   | HADH2, SCHAD, ABAD ERAB, HSDH                | NAD+                  | Kurzkettige Fettsäuren, verzweigte Fettsäuren, Gallensäuren, Estrogen, Androgene, Progestine, Corticosteroide | Leber, Dünndarm, Dickdarm, Niere, Herz, Gehirn, Plazenta, Lunge, Ovar, Hoden, Milz, Thymus, Prostata, Lymphozyten                                                                                                   |
| HSD17B11  | 4q22.1   | retSDR2, Pan1b, DHRS8                        | NAD+                  | Estrogene, Androgene                                                                                          | Leber, Pankreas, Darm, Niere, Nebenniere, Herz, Lunge, Hoden, Ovar, Plazenta, Schweißdrüsen |
| HSD17B12  | 11p11.2  | KAR                                          | NADPH/H+              | verzweigte und langkettige Fettsäuren, Estrogene, Androgene                                                   | herz, Skelettmuskel, Leber, Niere, Nebenniere, Hoden, Plazenta, Großhirn, Pankreas, Magen, Darm, Luftröhre, Lunge, Schilddrüse, Kehlkopf, Prostata, Aorta, Harnblase, Milz, Haut, Gehirn, Ovar, Brustdrüsen, Vagina |
| HSD17B13  | 4q22.1   | SCDR9                                        | ?                     | ? | Leber (Knochenmark, Lunge, Ovar, Hoden, Niere) |
| HSD17B14  | 19q13.33 | retSDR3, DHSR10                              | NAD+                  | Estrigene, Androgene                                                                                          | Gehirn, Leber, Plazenta, Brustdrüsen |

Kristallstrukturen existieren für die Typen HSD17B1 (1QYX und 14 weitere), HSD17B4 (1ZBQ partiell), HSD17B5 (1XF0), HSD17B8 (2PD6), HSD17B10 (2O23 und zwei weitere), HSD17B11 (1YB1) und HSD17B14 (1YDE).

## 17β-HSD-Enzyme als Regulatoren der Steroidhormonkonzentration
Eine Aufgabe von 17β-HSD-Enzymen ist die Kontrolle der Konzentration der wirksamen Steroidhormone: Die einen Enzym (z. B. Typ 1 oder 7) können Estradiol aus Estron bilden, andere 17β-HSD-Enzyme (Typ 2 oder 4) bauen dagegen Estradiol wieder zu dem deutlich weniger wirksamen Estron um. Die Bildung der Steroidhormone ist gewebspezifisch, der Abbau erfolgt dagegen in vielen Geweben.
Hinreaktion: Typ 1, Typ 7
  ⇔ 
Rückreaktion: Typ 2, Typ 4
Estron wird in Estradiol umgewandelt und umgekehrt
In gleicher Weise wird Dihydroepiandrosteron zu Androstendiol
Hinreaktion: Typ 1, Typ 5
  ⇔ 
Rückreaktion: Typ 2, Typ 4
oder Androstendion zu Testosteron und jeweils umgekehrt umgewandelt:
Hinreaktion: Typ 3, Typ 5
 ⇔ 
Rückreaktion: Typ 2
Die Ko-Faktoren unterscheiden sich für Hin- und Rückreaktion: Bei der Hin-Reaktion ist jeweils NADPH/H+, bei den Rückreaktionen jeweils NAD+ beteiligt.

## Assoziation der 17β-HSD-Subtypen und ihrer Polymorphismen mit bestimmten Krankheiten
| Typ      | Krebs von                                                       | andere Erkrankungen |
| HSD17B1  | Brust, Gebärmutter, Fibroadenom, Dickdarm, Prostata, Eierstock, | Endometriose, Altern des Ovars, Alter bei Eintreten der Menopause, Vasomotor-Störungen, Dichte bei der Mammographie, Störungen der Blutsteroide, Estramustin-Phosphat-Nebeneffekte, Diabetes, Depression, Kognitive Funktionsstörung |
| HSD17B2  | Brust, Prostata                                                 | |
| HSD17B3  | Prostata                                                        | Polyzystisches Ovarialsyndrom, Testosteron-17β-Dehydrogenase-Mangel |
| HSD17B4  | Lunge                                                           | Defizienz des D-bifunktionellen Proteins |
| HSD17B5  | Prostata, Lunge, Harnblase                                      | vorzeitige Pubertät, Störungen der Blutsteroide, Diabetes |
| HSD17B6  |                                                                 | Polyzystisches Ovarialsyndrom |
| HSD17B7  |                                                                 | Defizienz des D-bifunktionellen Proteins |
| HSD17B8  |                                                                 | Defizienz des D-bifunktionellen Proteins |
| HSD17B19 |                                                                 | HSD10-Mangel |